# Bitwa pod Sheriffmuir
Bitwa pod Sheriffmuir  była starciem pomiędzy siłami Jakobitów popierających pretendenta do tronu Jakuba III Stuarta a siłami wiernymi królowi Jerzemu I.
We wrześniu 1715 roku earl Mar podniósł w Braemar bunt przeciwko Jerzemu I i zgromadził 12000 ludzi - największą jakobicką armię, jaką kiedykolwiek udało się zgromadzić w Szkocji. Przeciwnikiem Mara w drodze na niziny szkockie było 6000 żołnierzy rządowych, pod rozkazami naczelnika klanu Campbell – księcia Argyll.
Po początkowych nieudanych potyczkach przeciwko księciu Argyll, Mar poprowadził 10 listopada całość swych sił na południe. Szpiedzy poinformowali Argylla o tych posunięciach i ruszył on ze swymi 4000 ludzi naprzeciw wroga. Do spotkania wrogich armii doszło 13 listopada.
Siły Argylla były znacznie przewyższane liczebnie przez armię jakobicką (który jednakże była mniejsza niż na początku walk), i jego lewe skrzydło, dowodzone przez generała Whethama, było dużo krótsze niż jakobickie prawe skrzydło. Prawe skrzydło Argylla zaatakowało, i zmusiło do odwrotu górali, lecz żołnierze Whethama zostali pokonani przez przeważającego liczebnie przeciwnika. Argyll musiał posłać Whethamowi na pomoc dodatkowych żołnierzy. Pod wieczór, obydwie armie były znacznie zmniejszone z powodu strat, i chociaż Mar miał wielką przewagę w ludziach, nie zaryzykował uderzenia całością swej armii i pozwolił Argyllowi wycofać się.
Po bitwie obie strony przypisywały sobie zwycięstwo. Jednakże jakobici nie potrafili wykorzystać wielkiej przewagi liczebnej i rozbić przeciwnika. Po bitwie nastąpiła u nich demoralizacja. Armię jakobicką opuścili też wspierający ją Francuzi i Hiszpanie.
23 grudnia 1715 roku Jakub III Stuart wylądował w Peterhead. Spotkał się z Marem w Perth, jednakże nie zdołał wzbudzić ducha bojowego w zdemoralizowanej armii. Z drugiej strony armia Argylla wzmocniona i pełna wigoru ruszyła na północ. Jakub III, Mar i ich armia wycofali się do Montrose, skąd Stuart odpłynął do Francji. Jakobicka armia udała się do Ruthven, gdzie się rozproszyła.